# Platicrista ramsayi
Espèce
Platicrista ramsayi est une espèce de tardigrades de la famille des Hypsibiidae.

## Distribution
Cette espèce est endémique d'Équateur.

## Publication originale
- Marley, 2006 : A new species of Tardigrada, Platicrista ramsayi sp. nov. from the paramo of Volcan Chiles, Ecuador. Zootaxa, no 1166, p. 35-48.